# Бурити-Алегри
Бурити-Алегри (порт. Buriti Alegre) — муниципалитет в Бразилии, входит в штат Гояс. Составная часть мезорегиона Юг штата Гойас. Входит в экономико-статистический микрорегион Мея-Понти. Население составляет 8700 человек на 2006 год. Занимает площадь 897,394 км². Плотность населения — 9,7 чел./км².

## История
Город основан в 1927 году.

## Статистика
- Валовой внутренний продукт на 2003 год составляет 54 126 735,00 реалов (данные: Бразильский институт географии и статистики).
- Валовой внутренний продукт на душу населения на 2003 год составляет 6215,75 реалов (данные: Бразильский институт географии и статистики).
- Индекс развития человеческого потенциала на 2000 год составляет 0,758 (данные: Программа развития ООН).

## География
Климат местности: тропический.